# Mount Tom Taylor
Mount Tom Taylor är ett berg i Kanada.   Det ligger i provinsen British Columbia, i den sydvästra delen av landet, 3 700 km väster om huvudstaden Ottawa. Toppen på Mount Tom Taylor är 1 789 meter över havet, eller 829 meter över den omgivande terrängen. Bredden vid basen är 9,7 km.
Terrängen runt Mount Tom Taylor är bergig åt sydost, men åt nordväst är den kuperad.Runt Mount Tom Taylor är det mycket glesbefolkat, med 2 invånare per kvadratkilometer.. Det finns inga samhällen i närheten.
I omgivningarna runt Mount Tom Taylor växer i huvudsak barrskog.